# 箏曲

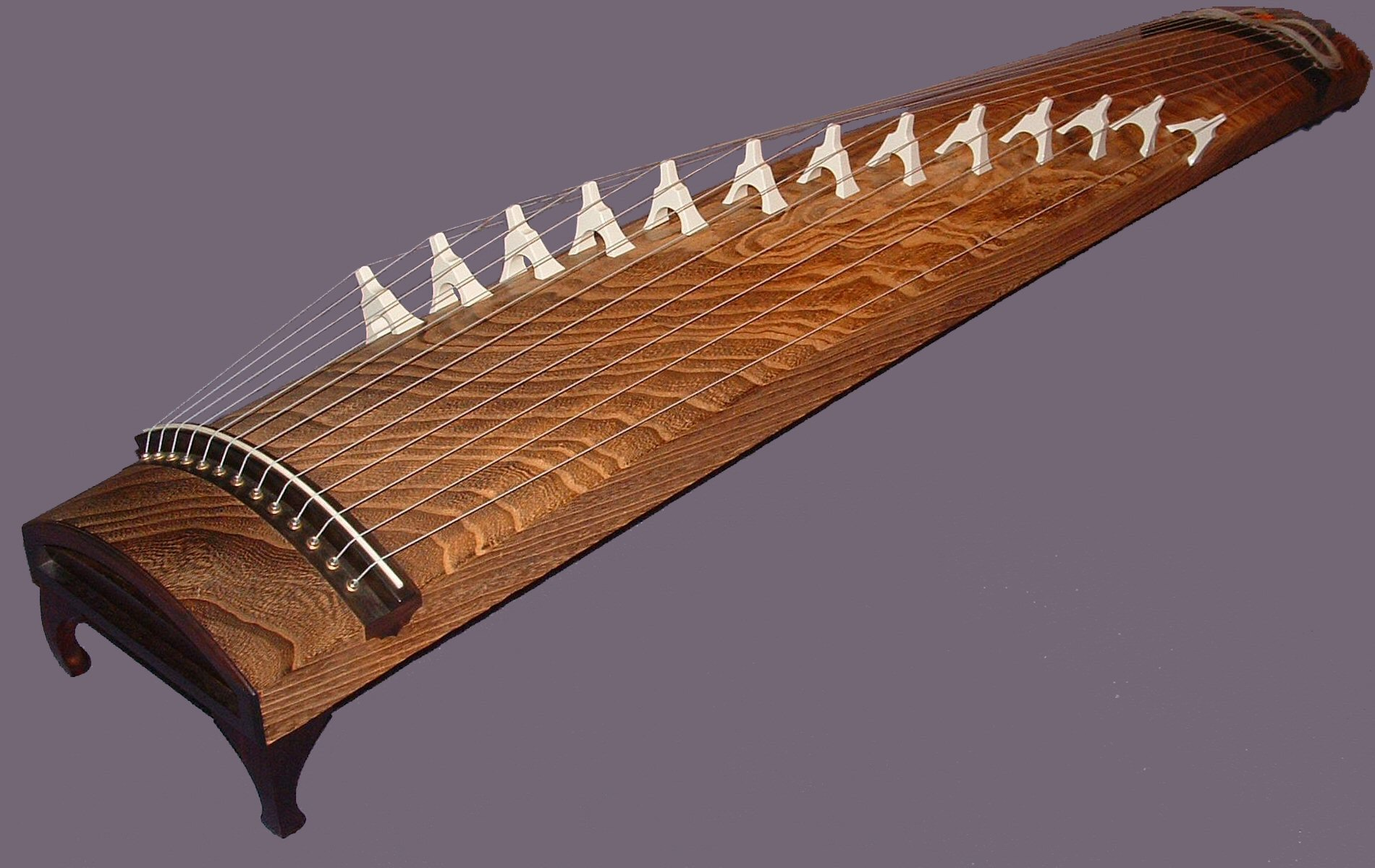
箏

箏曲（そうきょく）は、箏（そう）つまり「こと」の音楽の総称。また、特に現代では近世に発達した俗箏による音楽を指す場合が多く、大きく生田流箏曲と山田流箏曲に分かれる。三曲のひとつ。箏曲の古典的な音楽においては箏と三絃（「さんげん」。箏と合奏する三味線（しゃみせん）の事）の合奏曲（大半が弾き歌い）がほとんどである。そのため箏曲家とは、多くの場合、三絃・箏・地歌（地唄）の三つを扱うことの出来る演奏者である。また、箏だけを扱う演奏者は一般的に「箏奏者」「箏演奏家」と名乗ることが多い。

## 歴史

### 筑紫箏
近世箏曲は、戦国末期から江戸時代はじめにかけて活躍した賢順が完成した「筑紫箏」（つくしごと）を始祖とする。彼は浄土僧でもあり、寺院に伝承される雅楽や歌謡を修め、また当時来日していた明人の鄭家定に琴（きん）を学び、 これらから箏曲を作り出した。これが筑紫箏である。ただし筑紫箏の音楽は、高尚で雅びであるが娯楽性は少なく、礼や精神性を重んじ、また調弦も雅楽に近い「律音階」に由っていた。

### 八橋流
賢順の弟子の法水に師事したのが当道座に属した盲目の音楽家、八橋検校であった。彼は三味線や胡弓の名手でもあったが、三味線の音楽などではすでに民間の新しい音階である「都節音階」が使われ、普及していた。八橋はこれを箏に応用し、これまでの律音階による調弦から、都節音階による新たな調弦法である平調子（ひらぢょうし）、雲井調子（くもいぢょうし）に改めた。以後現在に至るまで、この平調子は箏のもっとも基本の調弦法とされている。こうしてこの新たな調弦法にのっとり、多数の新しい曲を作曲した。これらは筑紫箏よりもより世俗的、当世風でかつ芸術性も高く、当時の世に広く受け入れられることになった。八橋検校の箏作品には「箏組歌」（箏伴奏付き歌曲）と「段物」（器楽曲）の二種があり、いずれも整然とした楽式構造を持つのが特徴である。組歌としては「菜蕗」（ふき）、「雲井の曲」など、段物としては「六段の調」などが知られている（「六段の調」の作曲者について異説もある）。八橋以後もこれらの形式による作曲が行なわれた。なお 八橋検校の時代には、箏曲、三味線音楽はそれぞれ別の音楽として成立しており、基本的に合奏されることはなかった。八橋検校の弟子たちによって八橋流は継承、発展していった。八橋検校の直接の伝承はその後も長く受け継がれ、現在でも細々と伝えられている。

### 生田流系
八橋検校ののち、北島検校を経て、元禄の頃に京都の生田検校によって箏曲は改変、整理されたとされる。これは実際には師の北島がすでに密かに行なっていたのを生田が受け継ぎ、公にしたとも言われる。また生田検校は地歌曲に箏を合奏させることを始めたとされている。そして三味線の技巧に対応させるため、箏の爪の形状が大きく変えられることとなる。ただしこの時代、生田のみならず、大阪の継山検校の継山流などでも同様の流れがあり、実際には必ずしも生田検校一人が行なったことではないと言われる。この他にも上方では新八橋流、藤池流なども生まれたが、それら各流間の差異は大同小異であり、次第に「生田流系」とでも呼ぶべき一つの流れに収束して行った。この生田流系はまた多くの派に分かれつつ、幕末までに京、大阪を中心にして、名古屋から中国、九州まで広く行なわれるようになった。

### 山田流
上方で箏曲が早くから隆盛していたのに比べ、中期まで江戸ではあまり人気がなかったのか、演奏する人が少なかった。そこで総検校の安村検校（1732年検校登官）は、江戸への勢力拡大を図り、弟子の長谷富検校を江戸へ下らせ、生田流系箏曲を広めさせたと言われる。その弟子山田松黒に教えを受けたのが山田検校斗養一であった。彼は江戸っ子好みの浄瑠璃を取り入れた新作を作り、山田流箏曲を創始した。山田は大変な美声の持ち主で、銭湯で歌ってはその技と曲を知らしめたと言う。かれはまた箏の改良も試み、より音量の大きな箏を完成させた。これを山田箏と呼び、現在では生田流諸派においても広く山田箏が愛用されている。こうして山田流箏曲は江戸人の嗜好に合い、以後江戸を中心に東日本に普及して、生田流と肩を並べる大流派となった。山田流箏曲は一中節などの浄瑠璃風の歌が中心である。

### 地歌との一体化、三曲合奏
その後、生田流系の箏曲は箏曲独自の作曲が次第に下火になり、幕末に至るまで、厖大な数の地歌曲にパートとして合奏、参加することで発展していく。地歌の肩を借り、地歌の後を追う形で進んで行ったのである。つまり多くの地歌曲は、箏のパートが作られ合奏されるようになって、箏曲のジャンルともなったことになる。こうして地歌と箏曲の一体化が進んでいった。また、さらに胡弓が合奏に加わるようになり、これら三種の楽器による合奏がよく行なわれるようになった。これを三曲合奏と呼ぶ。後に尺八が加わり、現代では三弦、箏、尺八による三曲合奏が圧倒的に多くなった。
江戸時代中期以降、大阪の峰崎勾当、三つ橋勾当らにより器楽部分である手事を重要視した地歌の楽曲形式「手事物」が完成される。それに引き続き京都の松浦検校、石川勾当、菊岡検校らが京都地歌の曲を多数作曲し、それらの曲に八重崎検校らが箏のパートを作曲し、地歌の隆盛とともに複雑な合奏を楽しめる箏曲として発展した。これら京都で作られた曲群を「京もの」「京流手事もの」と呼び、更に光崎検校、吉沢検校、幾山検校らに引き継がれて行く。

### 幕末
さらに江戸時代後期には、光崎検校、吉沢検校らによって箏曲は一段と発展する。これまでリードを続けてきた地歌は、すでにこれ以上進みようがないほど音楽的に頂点に達し、音楽家たちは新たな展開を箏や胡弓に求めることとなった。こうして、実に久しぶりに、地歌から離れた箏曲が再び作られ始める。光崎検校は古い箏曲を見直し、組歌と段物を組み合わせた「秋風の曲」や、複雑精緻な高低二重奏曲である「五段砧」を作曲した。また吉沢検校は、雅楽の盤渉調からヒントを得て古今調子と呼ばれる調弦法を考案し、この調弦法による「千鳥の曲」、「春の曲」、「夏の曲」、「秋の曲」、「冬の曲」を作曲した。このころから、箏曲は三弦音楽から独立して新たに独自の発展を遂げていくことになる。なお、吉沢検校による革新的な古今調子の考案や、それに基づく作曲は、箏本来の曲を目指したこと、曲の歌詞などに古今集の和歌を多用したことなどから、復古主義と呼ばれることもある。

### 明治以降
明治時代に入り、箏曲の地歌からの独立は進み、寺島花野の「新高砂」や菊武祥庭の「稚児桜」など、「明治新曲」と呼ばれる、箏のみの曲が多く作られていく。ただし楽曲形式的にはほとんど地歌の手事物の踏襲であり、またこの時代でも、三味線と箏のための曲も引き続き作られてはいる。さらに、大正・昭和の時代になって宮城道雄が伝統に根ざし、西洋音楽などの影響も受けた新たな曲を多数発表した。主なものとして尺八との合奏曲である「春の海」がある。また宮城は、チェロ並みの低音域を持つ十七絃（通常の箏は13弦）や八十絃を開発した。このうち十七絃は、邦楽合奏における低音楽器として現在でも広く使われ、独奏曲も生まれている。
ことに大正末から昭和10年代にかけ、新しい作曲運動が大きな盛り上がりを見せ、宮城の他にも久本玄智、中村双葉、町田嘉声、中能島欣一、高森高山らにより、新しい形式、編成、作曲法による新曲がおびただしく作られた。これらを「新日本音楽」と呼ぶ。
戦後になると、邦楽系の作曲家に加え、これまで邦楽には疎かったクラシック系の作曲家も創作に参入するようになってきた。現代音楽の観点からは次第にクラシック音楽との違いが希薄になり、箏曲に限らずこうして創作される邦楽系の曲群を「現代邦楽」と呼んでいる。現代でも西洋音楽やポピュラー音楽など、幅広い分野の影響を受けて、新しい曲が作曲されており、それらは三曲、箏曲の世界において「現代曲」と呼ばれている。最近の傾向としては比較的ポピュラーに近いもの、またアジア的要素の強い曲が増えている。

## 音楽的特徴
近世邦楽としての箏曲は本来「組歌」という歌のみの楽曲形式による曲を最も正式なジャンルとし、またその後も地歌とともに発展したため、歌のついている曲が多い。純粋な器楽曲は江戸時代を通じ、「段もの」と「砧もの」の数曲のみである。しかし江戸時代後期には器楽部分を重要視する地歌の形式である「手事もの」が非常に発展したので、それに合わせて器楽的展開が見られた。一方、山田流箏曲は一中節など浄瑠璃の音楽要素を取り入れて作曲されているため、「段もの」及び「四段砧」を除きほとんど全ての曲が歌付きである。歌のついている曲の場合、演奏家は歌を歌いながら演奏する。箏の奏法は、筑紫箏を通じ雅楽の箏の奏法が取り入れられている。三本の右手指に爪をはめて奏する点も変わっていない。ただ三味線と合奏することになってから、三味線の奏法に対応するため、爪の形に大幅な変革が行われた。中でも三味線には特に「スクイ」という技法が多いので、生田流、山田流の箏の爪ではそれができるようになっている。地歌合流期の初期段階では、地歌の三弦の旋律とほぼ同様の旋律を演奏する曲が多かった。また、器楽部分では掛け合いと呼ばれる類似の旋律を三弦と交互に演奏するような作曲もみられる。その後、一般的に替手（かえで）と呼ばれる、地歌の三弦の旋律を引き立て、装飾するような複雑な旋律の作曲が多くなってゆく。さらに、地歌から独立した作曲が多くなってゆくと、箏独特の奏法を駆使した旋律による曲が作曲されるようになっていった。

## 代表的な曲
「六段の調（六段）」、「八段の調（八段）」、「乱れ」、「秋風の曲」、「五段砧」、「千鳥の曲」、「春の曲」、「夏の曲」、「秋の曲」、「冬の曲」、「新高砂」、「水の変態」、「春の海」、「今様」、「稚児桜」
ただし、これらは箏曲として作曲された曲に限る。この他にも、箏は地歌の曲のほとんどすべてと合奏可能である。詳しくは地歌の項目を参照のこと。また胡弓本曲の伴奏として、胡弓と合奏されることもある。